# Bestaan
Met de term bestaan of existentie wordt het 'er zijn' of existeren van een bepaalde entiteit aangeduid. Existentieel is het bijbehorende bijvoeglijk naamwoord.
In de natuurlijke taal wordt de term "bestaan" vaak gebruikt als synoniem voor "het er zijn" van élke entiteit, ook van abstracta. Het is heel gewoon om te zeggen: "er bestaat een getal drie dat de wortel is van negen". Binnen de ontologie, de zijnsleer, bestaan er verschillende opvattingen over het gebruik van de term.

## Ontologische terminologie
Volgens sommige filosofieën, die dan een transcendentalisme inhouden, zoals het platonisme, moet er een onderscheid gemaakt worden tussen het er zijn van abstracta en dat van concreta. Een getal is er dan wel, maar het bestaat niet, in tegenstelling tot een concreet object dat wel bestaat. Voor die laatste vorm van bestaan gebruikt men de technische term materiële existentie. Volgens andere filosofieën, die een immanentisme inhouden, zoals het materialisme, zijn er helemaal geen objecten die geen materiële existentie hebben. Volgens deze bestaat alles wat er is. Sommige filosofen, zoals Quine, erkennen het onderscheid wel maar willen voor beide vormen van zijn toch de term "bestaan" of existentie gebruiken. Voor de materialisten 'bestaat' alles als stoffelijkheid, terwijl voor de idealisten alles slechts in de geest 'bestaat' .

## Tijd
De relatie tussen bestaan en tijd is zeer problematisch. Binnen een naïef realisme wordt typisch als vanzelfsprekend aangenomen dat bestaan een zekere tijdsduur veronderstelt. Veel filosofieën gaan daarin mee, maar sommigen, zoals het absoluut idealisme, zien tijd als een illusie; anderen denken wel dat tijd een absolute werkelijkheid heeft, maar menen dat het niet per se een duur moet hebben en dat er ook zoiets zou zijn als een punttijd. Zijn = er zijn = blijven = duren = tijd.
Zelfs die filosofieën die menen dat tijd slechts een relatieve werkelijkheid is, erkennen meestal een proces van wording, een verandering van individuele objecten tijdens hun bestaan. Dit roept echter het probleem op van de persistentie, de vraag in hoeverre bij een object tijdens zijn bestaan sprake is van identiteit. Voor het Zijn als geheel wordt meestal een persistente identiteit aangenomen, maar wordt het betwist of het analoog aan individuele objecten een begin en einde heeft of in de tijd oneindig is.

## Theologie
Binnen de theologie is het omstreden of god een bestaan moet worden toegekend of dat men hem als transcendent moet beschouwen, verheven boven elke menselijke ontologische categorisering. Een ander probleem vormt de relatie tussen het zijn van god en het bestaan van de werkelijkheid. Soms ziet men dit als een externe daad van schepping en die schepping kan weer als een punt of een duur beschouwd worden. Soms wordt de relatie zo gezien dat god de zijnsgrond is, het absolute dat de werkelijkheid fundeert.